# アルアイン国際空港
アル・アイン国際空港（阿: مطار العين الدولي、英: Al Ain International Airport）はアラブ首長国連邦第4の都市アル・アインにある国際空港である。

## 就航路線
| 航空会社                       | 就航地       |
| ------------------------------ | ------------ |
| エア・インディア・エクスプレス | コージコード |
| シャヒーン・エア               | ペシャーワル |
| ロタナ・ジェット               | アブダビ     |